# Schafhausen bei Nöham
Schafhausen bei Nöham ist ein Gemeindeteil der Gemeinde Aham im niederbayerischen Landkreis Landshut.
Die Einöde auf der Gemarkung Aham liegt an einem nach Osten abfallenden Hang am Gründlbach, an einer knapp einen Kilometer langen Stichstraße von Nöham kommend. Eine direkte Straßenverbindung zu dem 150 Meter weiter östlich und auf gleicher Höhe liegenden Mais auf der Gemarkung Loizenkirchen ist nicht vorhanden. Die Teilgemeindekennziffer ist „051“.

## Geschichte
Der Gemeindeteilname „Schafhausen bei Nöham“  ist seit dem 27. Februar 2017 als „Lagebezeichnung“ gültig, zuvor war der amtliche Name „Schafhausen“. Bei der Volkszählung 1987 wurde ein Wohngebäude mit einer Wohnung und fünf Einwohnern festgestellt.